# Thierry Peuchlestrade

a Compétitions nationales et continentales officielles uniquement.

Thierry Peuchlestrade, né le 6 août 1958 à Aurillac (Cantal), est un joueur et entraîneur français de rugby à XV.

## Biographie
Thierry Peuchlestrade naît en 1958 à Aurillac. Sa mère, qui est infirmière, obtient un poste à l'hôpital psychiatrique Charcot après son diplôme. La famille déménage à Plaisir en 1961. Son père, Lucien Peuchlestrade, créé la même année la section rugby de l'Association sportive municipale de Plaisir (ASM Plaisir rugby) qui entre officiellement dans le comité d'Île-de-France en 1969 sous le nom de Plaisir rugby club (PRC) et en devient le président.
Le jeune Thierry débute d'abord par le judo, puis il fait toutes ses classes dans les catégories jeunes au Plaisir rugby club. En 1977, il effectue son service militaire puis après avoir travaillé dans la topologie à Versailles, il ressent le besoin « de redescendre à Aurillac » en 1978, où il prend une licence au Stade aurillacois et enchaîne les matchs en équipe première avec son frère Yann jusqu'en 1994.
Avec Aurillac, il atteint la finale de la coupe de France en 1986.
Son père et son frère ont joué pour le Stade aurillacois, et son oncle Michel a entraîné le club pendant près de 30 ans.
En 1990, il est suspendu avec son frère Yann et Claude Lagarde par la commission de discipline de la FFR pour avoir enregistré une chanson pastichant Renaud dans « Où c'est qu'j'ai mis mon flingue ? ».
En 2018, il prolonge son contrat de deux ans supplémentaires.
Le 4 février 2019, Thierry Peuchlestrade est nommé entraîneur en chef du Stade aurillacois.